# Мирослав Валента (стадіон)
Міський футбольний стадіон Мирослава Валенти (чеськ. Městský fotbalový stadion Miroslava Valenty) — футбольний стадіон в Угерске Градіште, Чехія, домашня арена ФК «Словацко».
Стадіон побудований та відкритий 1926 року. У 1960, 1978–1980, 1995, 1997 роках реконструйований, у 1929, 2000–2003 роках розширювався. Потужність становить 8 121 глядач.
Протягом 2000–2009 років арена носила назву «Міський футбольний стадіон Угерске Градіште». У 2009 році їй присвоєно ім'я видатного місцевого діяча Мирослава Валенти.